# Peucedanum longshengense
Peucedanum longshengense là một loài thực vật có hoa trong họ Hoa tán. Loài này được Shan & M.L. Sheh miêu tả khoa học đầu tiên năm 1986.